# Nico Giraldi
Pour les articles homonymes, voir Giraldi.
Nico Giraldi est un policier de cinéma créé par le scénariste Mario Amendola et le réalisateur Bruno Corbucci et interprété par l'acteur cubain Tomás Milián dans onze néo-polars italiens comiques entre 1976 et 1985.

## Biographie
Nicola "Nico" Giraldi est un ancien voleur, officier de la police romaine. Fils d'un escroc (« Er Gratta », la Teigne) et d'une prostituée, il commence à travailler comme voleur et y gagne le surnom « le Pirate ». Après diverses arrestations, il entre dans la police, où il atteint le grade de maréchal des logis. Sa connaissance du « milieu » romain et son astuce lui permettent de résoudre plusieurs affaires compliquées. En 1981, avec la démilitarisation du Corps des gardes de la sécurité publique, devenu Police d'état, son grade est transformé en celui d'inspecteur, et c'est celui qu'il porte dans les films après cette date.

## Confusion
Nico ressemble un peu au personnage de Poubelle, interprété par Milian dans trois films entre 1976 et 1980 : ils ont une apparence identique, sont tous deux romains et doublés par Ferruccio Amendola, mais sont deux personnages distincts. Poubelle est un voleur qui collabore avec la justice, alors que Nico est un ancien voleur devenu policier. Un autre élément de confusion est le personnage de Quinto Cecioni, également surnommé « er Monnezza » et interprété par Milian dans le film Uno contro l'altro, praticamente amici en 1981.
Une rumeur, jamais confirmée par les auteurs des films ou par Milian lui-même, veut que l'idée de départ ait été de faire devenir Poubelle policier, mais que des questions de droits d'auteur aient contraint Corbucci à créer ce nouveau personnage pour sa propre série de films policiers.

## Caractéristiques
Nico se distingue surtout par son dialecte romain émaillé de jurons. Il porte un bleu de mécanicien, des baskets, des gants, une écharpe et un bonnet de laine de style andin (tous ces éléments ne sont pas présents dans tous les films ; en 1981, dans Delitto al ristorante cinese, Nico porte un bandana). Il a les cheveux longs et une barbe peu soignée.
Il soutient le club de football de la Roma, même si dans les premiers films il semble plutôt en faveur du Lazio.
C'est un fan de Sylvester Stallone et du personnage de Rocky Balboa, au point d'appeler son fils Rocky.

## Famille
Nico est le fils d'Er Gratta (la Teigne), un escroc « morto sul campo de battaja pe' sarva' 'n amico » (Assassinio sul Tevere, 1979), et d'une femme dont on ignore le nom.
Dans Squadra antifurto (1976), il demande en mariage Vanessa, la victime d'un vol de voiture. Il part avec elle à la fin, mais elle ne réapparaît pas dans les films suivants.
Au contraire, dans Assassinio sul Tevere (1979), il épouse Angelina Proietti, la fille de « Pinna » (Enzo Liberti), un petit voleur ami de sa jeunesse et qui n'apparaît que dans cet épisode. Angelina y est jouée par Roberta Manfredi, et par Olimpia Di Nardo dans les cinq films suivants. Elle a un frère, Fabrizio (Sergio Di Pinto), qui vit du vol de voitures et n'apparaît que dans un seul film, Delitto in Formula Uno, en 1983.
Angelina donne naissance à un garçon, Rocky, dans Delitto a Porta Romana (1980), et à une petite fille dans Delitto al Blue Gay (1985).

## Amis et collègues
Nico connaît bien les malfaiteurs romains, pour avoir été l'un des leurs. Son « amitié » avec les personnages interprétés par Bombolo lui permet de débusquer les criminels auxquels il donne la chasse. Bombolo est le partenaire principal de Milian dans les films de Nico Giraldi. Il apparaît dès Squadra antifurto en 1976, avec le personnage de « Trippa », seul à l'écran dans les premières minutes du film, en train de cambrioler un appartement avec deux collègues. Dans le film suivant, Squadra antitruffa (1977), entre en scène le mythique Franco Bertarelli, dit « Venticello », à cause de ses pets. Ce personnage reparaît dans Squadra antimafia (1978) et dans Delitto a Porta Romana. Dans Delitto al ristorante cinese, il joue le rôle d'un voleur anonyme, pour revenir à celui de Venticello dans Delitto sull'autostrada (1982), Delitto in Formula Uno et Delitto al Blue Gay (1985).
L'autre partenaire de Milian-Giraldi est Enzo Cannavale, qui interprète dans Squadra antimafia et Squadra antigangsters (1979) Salvatore Esposito, un pizzaiolo napolitain émigré aux États-Unis et dans Delitto al ristorante cinese Vincenzo, le propriétaire du restaurant.
Nico a pour collègues, parmi d'autres : le commissaire Tozzi (Roberto Messina), le commissaire Trentini (Marcello Martana), le commissaire Galbiati (Renato Mori), le lieutenant Ballarin (John P. Dulaney) et le fidèle adjudant Gargiulo (Raf Luca dans le premier film, Massimo Vanni dans les autres).

## Filmographie (1976-1985)
1. Flics en jeans (Squadra antiscippo)
2. Un flic très spécial (Squadra antifurto)
3. Nico l'arnaqueur (Squadra antitruffa)
4. Brigade antimafia (Squadra antimafia)
5. Brigade antigang (Squadra antigangsters)
6. Meurtre sur le Tibre (Assassinio sul Tevere)
7. Crime à Milan (Delitto a Porta Romana)
8. Delitto al ristorante cinese
9. Delitto sull'autostrada
10. Crime en Formule 1 (Delitto in Formula Uno)
11. Pas folle, le flic (Delitto al Blue Gay)

## Suites
L'histoire de Nico Giraldi se termine avec la sortie de Delitto al Blue Gay en 1985. Tomás Milián se sent enfermé dans son personnage et commence à vieillir. La série s'arrête donc après 11 films en 9 ans.
Toutefois, en 2005, sort Il ritorno del Monnezza, avec Claudio Amendola dans le rôle de Rocky Giraldi, le fils de Nico. C'est à la fois une suite et un remake des films de Nico Giraldi, mais sans l'esthétique trash des années 1970 et 1980, depuis longtemps passée de mode, ni le charisme de Milian. Le titre utilise clairement le surnom Er Monnezza pour indiquer Nico Giraldi, jouant sur la confusion commune selon laquelle il s'agirait de la même personne. Tomás Milián lui-même s'est déclaré peu satisfait du film et déçu de n'avoir même pas été contacté pour interpréter Nico, ne serait-ce que pour une apparition. Dans le film n'apparaît qu'une photo de l'inspecteur Giraldi joué par Milian, lorsqu'on demande à Rocky où il se trouve maintenant.